# Eirian Williams
Eirian Williams, sodnik snookerja, * 3. september 1955.
Williams je sodil finale skoraj že vsakega večjega profesionalnega turnirja v snookerju. Predhodno je 18 let deloval kot policist v valižanskem mestu Llanelli.